# Michael Burke
Michael Burke (20 februari 1957) is een Frans-Amerikaans bedrijfsleider. Hij werd in februari 2012 benoemd tot PDG van Louis Vuitton als opvolger van Patrick Louis Vuitton, de vijfde lijn in de familie van de oorspronkelijke stichter.
Burke studeerde af aan de EDHEC Business School in Lille in 1980. Na enkele jaren voor de Groupe Arnault gewerkt te hebben in de Verenigde Staten vervoegt hij LVMH - Moët Hennessy Louis Vuitton in 1986. De eerste jaren als Amerikaans afdelingshoofd voor Christian Dior, aansluitend van 1993 tot 1997 als directeur van Louis Vuitton North America. Daarna komt hij terug naar Frankrijk en leidde in Parijs Christian Dior, waarna Fendi en Bulgari volgden. 
Burke is gehuwd en vader van vijf kinderen. 